# Rydbergsglas

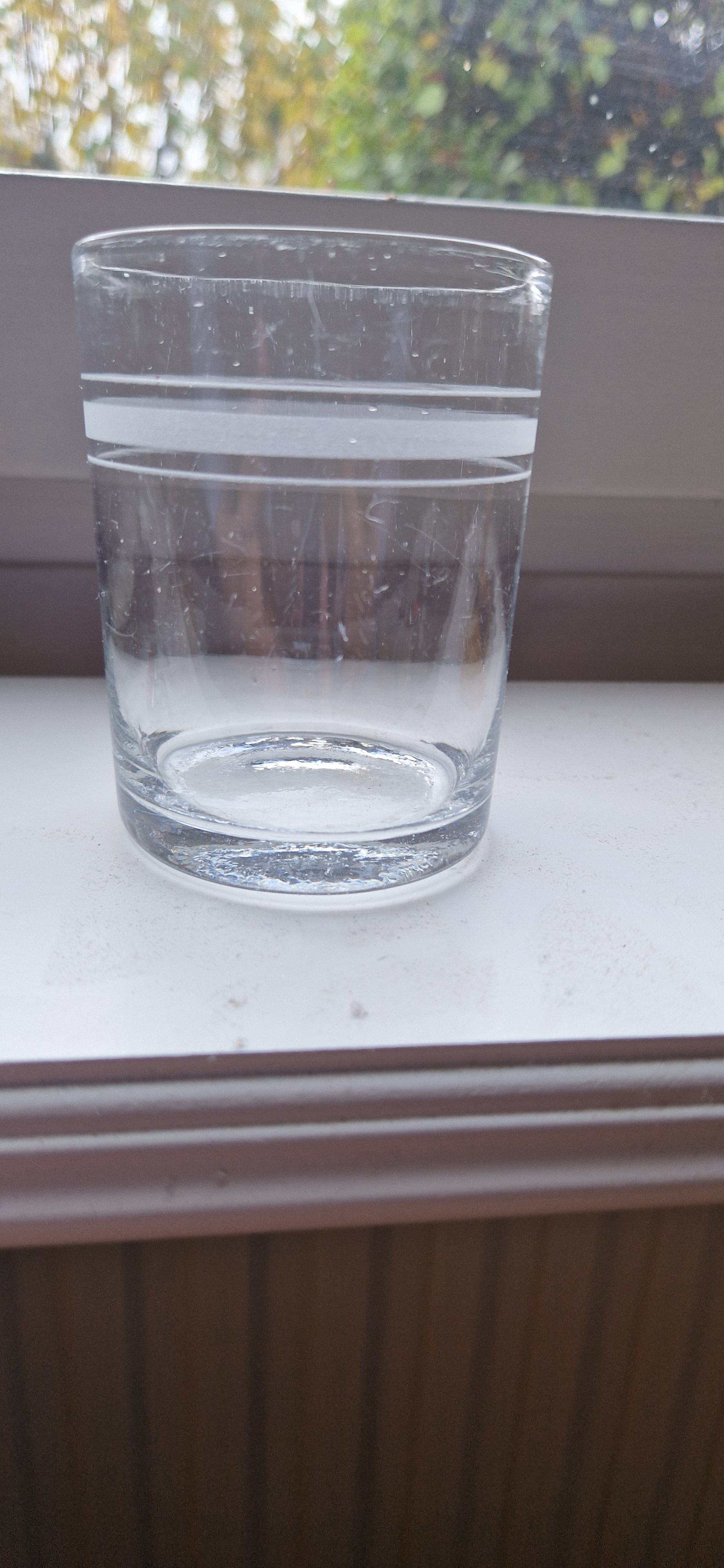
Seltersglas med Rydbergsetsning.

Rydbergsglas är tunna glas med enkel randdekor som användes på karaffer, seltersglas, starkvinsglas, champagneglas och skål på fot. 
Rydbergsglasen med samma enkla graverade bård av tre ränder, en bred i mitten flankerad av två smala, har tillverkats av flera svenska, finska och danska glasbruk, som Eda glasbruk i Värmland, Pukeberg glasbruk, Reijmyre glasbruk, Notsjö i Finland, Aalborgs glasbruk i Danmark. Notsjö (Nuutajärvi) har haft det största urvalet. Glasen kunde köpas i bosättningsaffärerna omkring sekelskiftet 1900 och var vida spridda. Det har fått sitt namn eftersom de förknippas med Hôtel Rydberg. Detta hotell var igång 1857–1914 på Gustav Adolfs torg i Stockholm, nära Kungliga Slottet, och var ett begrepp i det oscarianska Stockholm. 